# Frichemesnil
Frichemesnil település Franciaországban, Seine-Maritime megyében. Lakosainak száma 392 fő (2022. január 1.). Frichemesnil Authieux-Ratiéville, Bosc-le-Hard, Clères, Étaimpuis, Grugny és La Houssaye-Béranger községekkel határos.

## Népesség
A település népességének változása:
| Lakosok száma | 427  | 422  | 430  | 412  | 405  | 398  | 393  | 395  | 392  |
|               | 2013 | 2015 | 2016 | 2017 | 2018 | 2019 | 2020 | 2021 | 2022 |